# 山野井泰史
山野井 泰史（やまのい やすし、1965年4月21日 - ） は、東京都出身のクライマー。身長165cm、体重58kg。妻は同じく登山家の山野井妙子（旧姓・長尾妙子）。静岡県伊東市在住。優れた登山家に送られるピオレドール生涯功労賞をアジア人初として受賞した。

## 概要
10歳の時、テレビで流れていた「モンブランへの挽歌」を観たことがきっかけで、登山に興味を持つようになる。
高校就学時よりアルパイン・クライミングに傾倒。高校卒業後は、アメリカ合衆国のヨセミテなどでフリークライミングに没頭する。フリークライマーの平山ユージとともにルートに挑戦した。その後はビッグウォール・クライミングや、8000メートル峰などの超高所登山に転身し、妻・妙子とともに、毎年、新ルートを開拓する。
フィッツ・ロイ（アルゼンチン）遠征の際に、スポンサーを求めていくつか企業を回ったものの、難易度は高いが、ヒマラヤに比べて知名度の低いパタゴニアの登山では理解を得られず、スポンサーも確保できなかったことから、それ以降は積極的にスポンサーを求めることはせず、遠征費用の大半を非正規労働で得た自費で賄っている。
2002年、ギャチュン・カン北壁の登攀(とうはん)に成功したが、下山中、嵐と雪崩に巻き込まれ重度の凍傷に罹(かか)り、両手の薬指と小指、右足の全ての指ほか計10本を切断する重傷を負い、4か月間入院した。しかしクライミングへの熱意は冷めず、オールラウンドな挑戦を続けている。
これまで数多くの山に登ってきたが、登山時に酸素ボンベを使用したことは一度も無い。
2008年9月17日、自宅近くの奥多摩湖北側の倉戸山（1169m）登山道付近をジョギング中に熊に襲われ、顔などに重傷を負い、ヘリコプターで青梅市内の病院へ搬送された。右腕20針、顔面70針を縫い、9月24日まで入院する。

## 経歴
- 1965年：東京都足立区本木生れ、小金井市で育つ。
- 1969年：千葉市に移る。
- 1980年 15歳：日本登攀クラブに入会。
- 1984年-1985年 18歳～20歳：ヨセミテのビッグウォールに挑む[3]。
- 1986年 21歳：ヨセミテ、コズミックデブリ（グレード：5.13a）。
- 1987年 22歳：ヨセミテ、スフィンクス・クラック(5.13b)：ラーキングフィアー単独第3登：アルプス、ドリュ西壁フレンチダイレクト単独初登。
- 1988年 23歳：北極圏のバフィン島（カナダ）にあるトール山の西壁を7日間で単独初登攀。
- 1989年 24歳：フィッツ・ロイ（3,441m）冬季単独登攀に挑戦するも敗退。
- 1990年 25歳：フィッツ・ロイ、冬季単独初登。
- 1991年 26歳：ヒマラヤ、ブロード・ピーク登頂（小西浩文ら8人による極地法）。
- 1992年 27歳：ヒマラヤ、アマ・ダブラム（6,812m）西壁冬季単独初登攀[18]。
- 1992年 27歳：奥多摩町に移る。
- 1993年 28歳：ヒマラヤ、ガッシャブルム4峰東壁単独登攀の撤退後、ガッシャブルム2峰登頂。
- 1994年 29歳：ヒマラヤ、チョ・オユー南西壁単独初登（新ルート開拓）。
- 1995年 30歳：ヒマラヤ、レディースフィンガー南西壁初登（妙子ら3人で）：ヨセミテ、エル・キャピタン南東壁：ロスト・イン・アメリカルート(グレード：5.10/A5)登頂。
- 1996年 31歳：ヒマラヤ、マカルー西壁（単独、敗退）[19]。
- 1997年 32歳：アンデス、ワンドイ東壁登頂。ヒマラヤ、ガウリシャンカール（7,134m）北壁（単独、敗退）。
- 1998年 33歳：ヒマラヤ、クスム・カングル（6,367m）東壁単独初登：マナスル北西壁、雪崩により撤退（妙子と）[20]
- 1999年 34歳：アンデス、アルパマヨ南西壁、アルテソンフラ南壁：バンユラフ東壁登攀：ヒマラヤ、パキスタン無名岩峰（5,900m）登頂。
- 2000年 35歳：ヒマラヤ、K2登頂。南南東リブより無酸素[21][22]。
- 2001年 36歳：ヒマラヤ、ラトックI峰（7,144m）北壁登攀（ヴォイテク・クルティカと、撤退）：ビャヒラヒ・タワー南稜登頂（新ルート初登、クルティカ、妙子と）。
- 2002年 37歳：ヒマラヤ、ギャチュン・カン北壁登頂に成功（北壁第二登）するも、下山時に嵐と雪崩に巻き込まれ、重度の凍傷に罹り、両手の薬指と小指、右足の全ての指を切断する[8][9]。
- 2004年 39歳：中国、四姑娘山のポタラ北壁（高さ800m）に挑戦するも敗退。
- 2005年 40歳：中国、四姑娘山のポタラ北壁単独登頂。
- 2006年 41歳：ヒマラヤ、パリラプチャ北壁登攀に挑戦するも敗退。
- 2007年 42歳：グリーンランドのミルネ島にある高さ1,300mの大岩壁、通称「オルカ」初登（妙子、木本哲、高橋克昌の4人で）
- 2008年 43歳：キルギスタン、ハン・テングリ（7,010m）登頂。同、カラフシン・アクスウ谷、ロシア正教100周年峰登頂（フランス・ルート、グレード5.10）、セントラルピラミッド登攀。
- 2009年 44歳：チベット、カルジャン（7,300m）南西壁（敗退）。
- 2010年 45歳：5月6日から約一ヶ月に渡り、中日新聞社の夕刊の『わが道』の連載を行った。
- 2011年 46歳：パキスタン、タフラタム（6651m）北西壁（敗退）。
- 2013年 48歳：6月16日　ペルーアンデス、プスカントゥルパ峰（5,410m）南東壁登頂（新ルート初登、野田賢と）。
6月23日トラペシオ峰（5,653m）南壁（新ルート初登、野田賢と）。
- 2017年 52歳：8月1日　インドヒマラヤ、ラダック、ザンスカールにある未踏峰（6,000m）を初登。山名をRucho(ルーチョ)と命名。東壁も登攀（古畑隆明と）。

## 受賞歴
- 1994年：オペル冒険賞
- 2000年：文部科学大臣スポーツ功労者表彰
- 2002年：朝日スポーツ賞・植村直己冒険賞
- 2008年：第34回放送文化基金賞個別分野賞部門出演者賞 — 山野井夫妻として受賞。NHKスペシャル「夫婦で挑んだ白夜の大岩壁」への出演に対して[23]。
- 2021年：ピオレドール生涯功労賞[24][25] — アジア人として初の受賞[26]。

## 著書

### 単著
- 『垂直の記憶 : 岩と雪の7章』山と渓谷社、2004年。ISBN 4-635-14005-9。 NCID BA66918114。OCLC 65474102。[27]文庫に改版[28]
- 『アルピニズムと死 : 僕が登り続けてこられた理由』YS001、山と渓谷社〈ヤマケイ新書〉、2014年。ISBN 9784635510073。 NCID BB17287386。OCLC 893835471。

### 雑誌に執筆した記事
- ヴォイテク・クルティカ、山野井 泰史「対談 自由への挑戦 高所登山のバリエーションとサバイバル」『山と渓谷』1997年4月、160-165頁。
- 戸高 雅史、山野井 泰史「もっと山を感じたい。だからソロなんだ 戸高雅史+山野井泰史」『山と渓谷』第750号、1998年1月、186-189頁、OCLC 5178457108。
- 山野井 妙子、山野井 泰史、加藤 保恵「気になるとなりの山ごはん 登山家の食卓」『岳人』第641号、2000年11月、140-147頁、OCLC 5175960966。
- 山野井 泰史、山野井 妙子、江本 嘉伸「(8)登山家 山野井泰史・妙子」『山と渓谷』第794号、2001年9月、179-185頁、OCLC 5178494902。
- 山野井泰史、平山 ユージ「Actual Feeling 山野井泰史vs平山ユージ--頂点の実感」『岳人』第667号、2003年1月、66-73頁、OCLC 5175973637。
- 山野井泰史、降籏 学「家族のかたち 山野井泰史 日本最強のクライマー夫婦をつなぐ太いロープ」『読売ウイークリー』第62巻第2881号、2003年8月17日、38-40頁、OCLC 5174096464。
- 山野井泰史、山野井 妙子「(224) 山野井泰史・妙子夫妻」『週刊朝日』第109巻33 (4632)、2004年7月16日、68-71頁、OCLC 5174730126。

## 関連文献
- 菊地 俊朗『栄光への挑戦』二見書房、1965年。 NCID BN11321759。OCLC 835835054。
- 丸山 直樹『ソロ : 単独登攀者山野井泰史』山と溪谷社、1998年。ISBN 4-635-17136-1。 NCID BA39158335。[29]文庫に改版[30]
- 沢木耕太郎『凍』新潮社、2005年。ISBN 978-4-10-327512-1。 NCID BA7401464X。OCLC 682171904。[31]文庫に改版[32]—講談社ノンフィクション賞受賞。中国語版あり[33]
- NHK取材班 [著]『白夜の大岩壁に挑む : クライマー山野井夫妻』日本放送出版協会、2005年。ISBN 978-4-14-081271-6。OCLC 675927037。文庫に改版[34]

2007年11月にNHK BS-hiで放送後、DVD化
- DVDあり。山野井泰史, 山野井妙子[出演]; 加賀美幸子 [語り]; 日本放送出版協会 [制作・著作]; NHK情報ネットワーク [共同制作]『白夜の大岩壁に挑む : クライマー山野井夫妻』（DVD; ビデオディスク1枚 (109分); 日本語音声）日本放送出版協会、2008年。ISBN 978-4-14-081271-6。 NCID BB07865475。OCLC 675927037。

- さいとうたかを『ゴルゴ13』 119巻、リイド社〈SPコミックス版〉、2000年12月1日。ISBN 978-4-8458-0119-0。

収録作品 398話「白龍昇り立つ」は、山野井への取材を参考に執筆されており、作中において山野井の名前も登場している。
- 山野井孝有『いのち五分五分 : 息子・山野井泰史と向き合って』山と溪谷社、2011年。ISBN 978-4-635-33053-4。OCLC 763044035。
- よこみぞ邦彦、山地たくろう『THE ALPINE CLIMBER 単独登攀者・山野井泰史の軌跡』小学館〈ビッグコミックス〉、2022年。ISBN 978-4-09-861334-2。